# Arnoldo de Winkelried Bertoni
Arnoldo de Winkelried Bertoni foi um zoólogo paraguaio de origem suíça.

## Biografia
Mais conhecido como Arnaldo de Winkelried, seu nome foi dado em honra ao herói suíço Arnold von Winkelried, morto na Batalha de Sempach em 1386. Em 1887, emigrou para o Paraguai com a sua família; recebeu suas primeiras lições na área da zoologia de seu pai, o naturalista Moisés Santiago Bertoni, na colônia que mais tarde passou a ser denominada Puerto Bertoni, localizada no departamento de Alto Paraná, às margens do rio Paraná. Entre 1903 e 1906, Bertoni foi professor de Zootecnia e Zoologia na Escuela de Agricultura y Granja Modelo, que havia sido inaugurada em 1897 e da qual seu pai havia sido diretor. Em 1917, decidiu deixar Puerto Bertoni e junto ao seu irmão Guillermo Tell viajou a Assunção, onde começou a participar por conta própria nos círculos científicos da época, baseando seu trabalho de pesquisa quase exclusivamente na fauna do Paraguai e principalmente em insetos (Eumeninae, Polistinae, Masarinae, Sphecinae y Trigonalidae), sem deixar de lado outras espécies, como os vertebrados, em especial as aves, e também fazendo contribuições em outras áreas como a paleontologia e a arqueologia.
Nas décadas de 1930 e 1940 foi professor de Zoologia, Zootecnia, Entomologia e Fitopatologia na Escuela Superior de Agricultura e na Escuela Nacional de Agricultura Mariscal Estigarribia. Foi membro fundador da Academia de Ciência e Cultura Guarani.
A ave trovoada-de-bertoni (Drymophila rubricollis) recebeu esse nome em homenagem a Bertoni, que a descreveu em 1901. 

## Publicações
- Aves nuevas del Paraguay. Continuación a Azara. Asunción: Talleres nacionales de H. Kraus, 1901.
- Vocabulario zoológico guaraní  (Con etimología y nomenclatura técnica). 1910.
- Contribución a la biología de las avispas y abejas del Paraguay (Hymenoptera). 1911.
- Catálogo sistemático de los vertebrados del Paraguay. 1912.
- Fauna paraguaya: catálogos sistemáticos de los vertebrados del Paraguay: peces, batracios, reptiles, aves, y mamíferos conocidos hasta 1913. Asunción: Establecimiento Gráfico M. Brossa, 1914.
- Aves paraguayas poco conocidas. 1925.
- Notas biológicas y sistemáticas sobre algunos insectos útiles. Asunción: Dirección de Agricultura y Defensa Agrícola, 1926.
- Nueva forma de psitácidos del Paraguay. 1927.